# Elmex
Elmex, zapis stylizowany: elmex – powstała w Szwajcarii marka preparatów przeciwpróchniczych.

## Historia

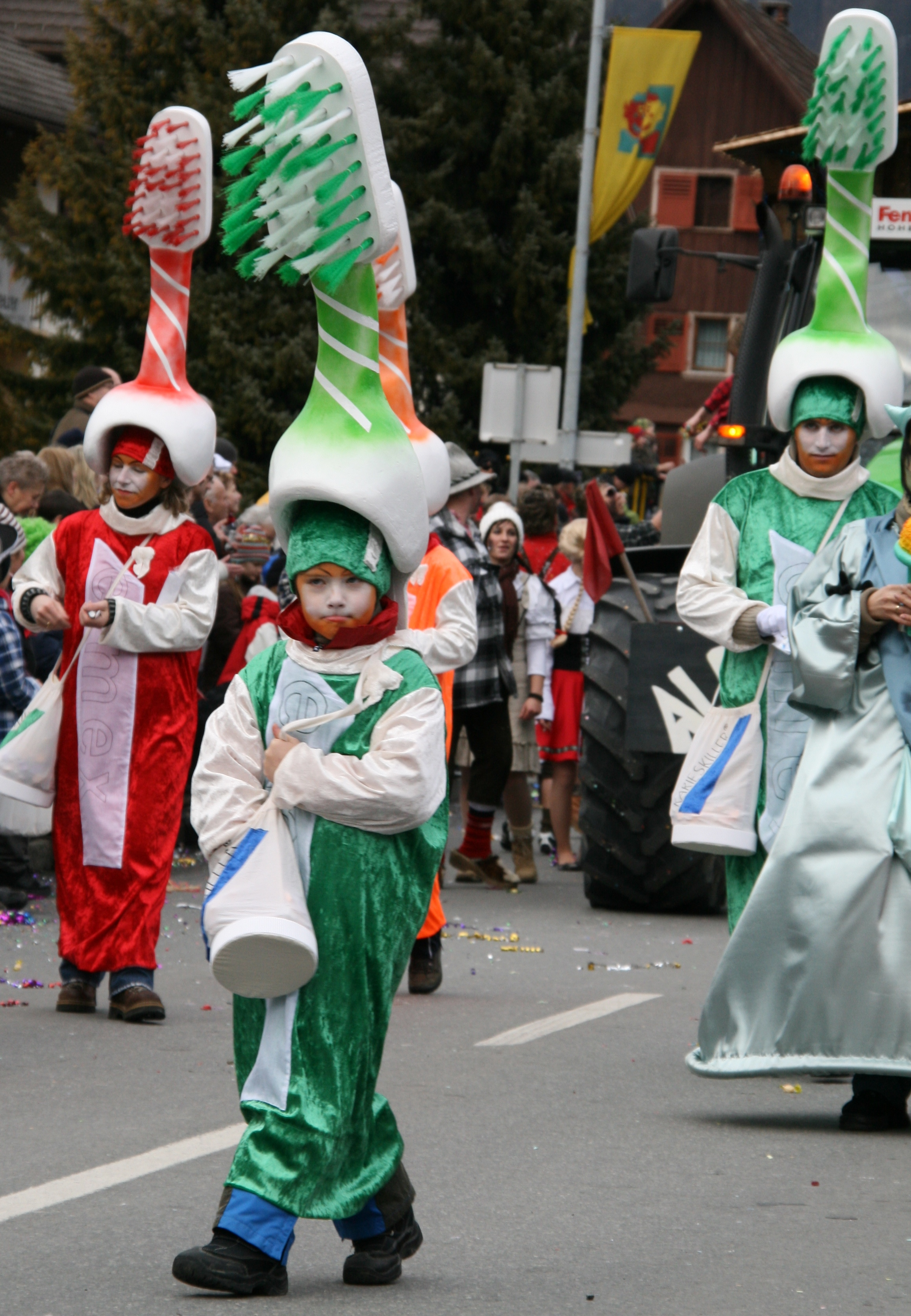
Prezentacja marki podczas parady karnawałowej w Wolfurcie (Austria)

Istniejące od 1938 roku bazylejskie przedsiębiorstwo farmaceutyczne Gaba w 1962 roku wprowadziło na rynek pierwszą pastę do zębów z aminofluorkiem (olaflurem) – „elmex”. Niespełna dekadę wcześniej, w 1954 roku, Gaba wyprodukowała „aronal” – pierwszą pastę opartą na witaminie A i cynku, stając się prekursorem współczesnej profilaktyki przeciwpróchniczej. Od 2003 roku marka należy do Colgate-Palmolive.

## Fluoryzacja w szkołach
Od końca lat 80. XX wieku wiele polskich samorządów organizuje fluoryzacje w podległych im szkołach podstawowych. Podczas akcji wykorzystywany jest preparat ze skondensowanym fluorem – „elmex. Żel” (12,5 mg fluoru/g). Mimo pojawiających się – głównie na łamach prasy lokalnej – zastrzeżeń co do szkodliwości potencjalnego nadmiaru fluoru, który mógłby dostać się do organizmu dziecka podczas fluoryzacji szkolnej, preparat jest również dostępny bez recepty w aptekach.